# 紫山公園
紫山公園（むらさきやまこうえん）は、宮城県仙台市泉区紫山に設置されている都市公園である。

## 概要

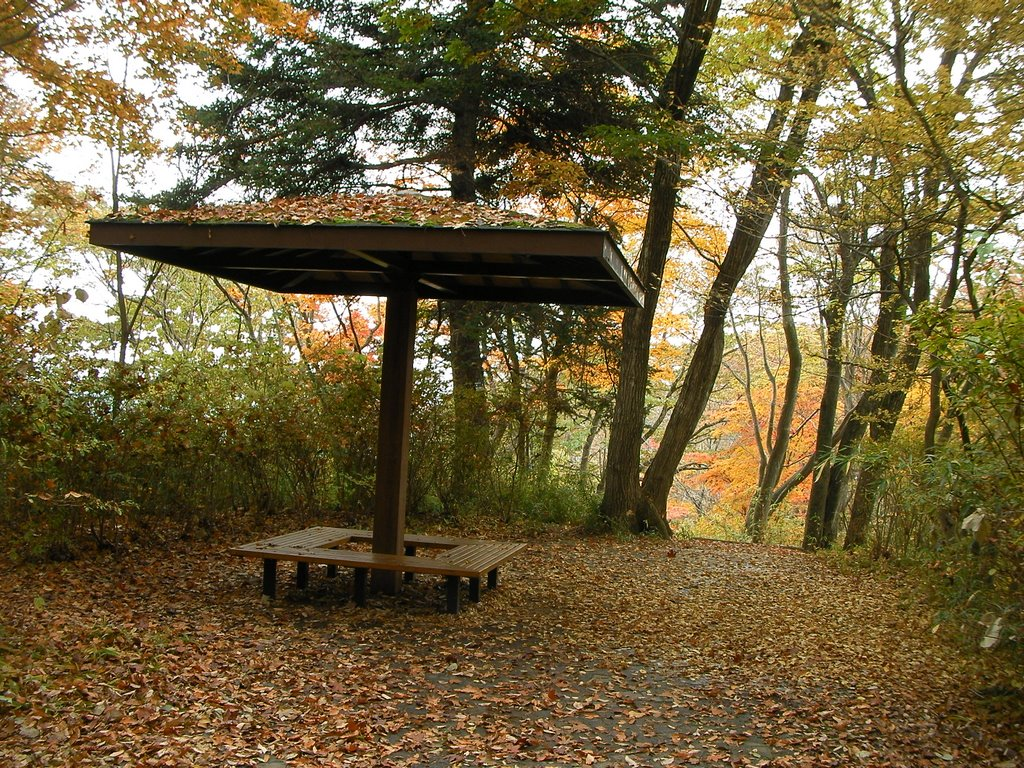
紫山公園 四阿

本園は、仙台市の北部、泉パークタウン紫山地区の丘陵部一帯にあり、その頂上部の自然林を生かし、散策が楽しめるよう、また、子供向けの遊具施設を加えて、1999年（平成11年）4月1日に開園した。総面積は約7.5ha。紫山地区自体が周囲に比べ高台にあることに加え、地区造成時に当地をできるかぎり手を加えないように配慮したため、公園の散策路から泉区の住宅地のパノラミックな眺望が楽しめる。園内には、散歩道、展望台、フィールドアスレチック、ローラーすべり台、壁泉、芝生広場などがある。秋には頂上部で紅葉も楽しめる。

## 施設や見所
- ローラーすべり台 - 長さ40m
- フィールドアスレチック
- 散歩道
- 展望台
- 児童用木製遊具
- スプリング遊具
- 壁泉
- 芝生広場
- ベンチ
- 噴水
- 公衆トイレ

## アクセス
- 仙台市地下鉄南北線・泉中央駅よりバスで20分
- 宮城県図書館から徒歩15分

- 駐車場
  - 普通車25台・無料